# Confitería Richmond

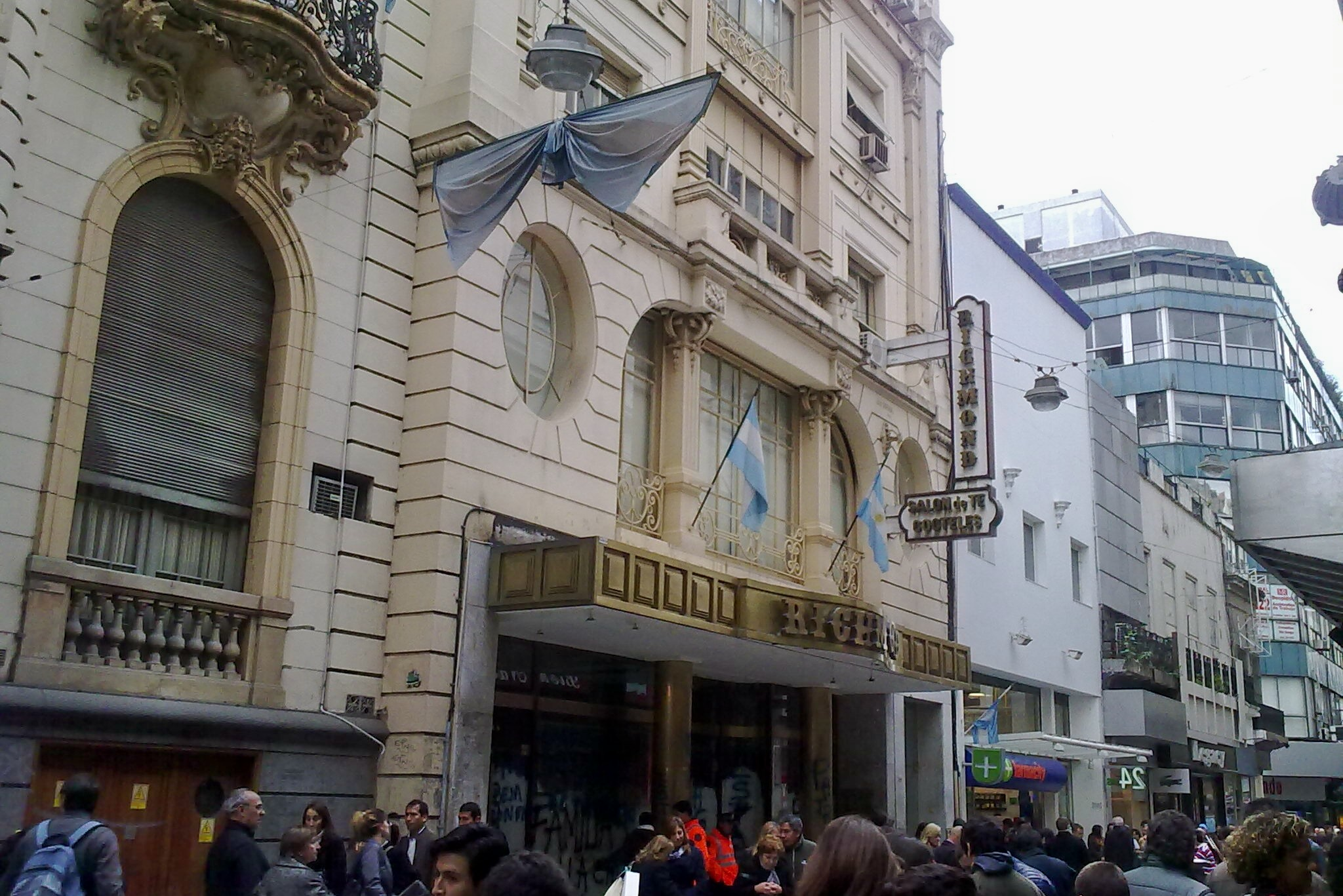
Frente de la Confitería Richmond, semanas después de haber cerrado para siempre.

La Confitería Richmond fue un tradicional establecimiento en la calle Florida de Buenos Aires, Argentina. Fue fundada en 1917 y cerró sus puertas en 2011. Pocos días antes de su cierre, la Legislatura de la ciudad de Buenos Aires aprobó una ley declarando a la confitería Richmond "sitio histórico", pero la norma solo impedía modificaciones edilicias, no el cambio de rubro del local, que en 2014 reabrió como local deportivo y un pequeño bar.

## Historia
El bar se estableció en Florida 468, en la planta baja de un edificio diseñado por el arquitecto belga Jules Dormal junto a la Residencia Peña (actual sede social de la Sociedad Rural Argentina). Rápidamente se transformó en una de las preferidas de la clase alta porteña.
En 1924, comenzó a publicarse la revista Martín Fierro, que estaba a cargo de un grupo de intelectuales y escritores que se identificó como el Grupo de Florida, opuesto ideológicamente al Grupo de Boedo (que por su parte se reunía en otro histórico café, el Café El Japonés, en Boedo) en un período dorado de la literatura argentina. La Richmond fue elegida como lugar de reunión para el conjunto del Grupo de Florida, integrado por Ricardo Güiraldes, Jorge Luis Borges, Oliverio Girondo, Pablo Rojas Paz, Pelegrina Pastorino, Norah Lange, Leopoldo Marechal, Ernesto Palacio, Conrado Nalé Roxlo, Raquel Forner, Francisco Luis Bernardez, Norah Borges, Córdova Iturburu y la presencia tutelar de Macedonio Fernández.
También se ha destacado por su menú, o carta, con recetas exclusivas como la torta Richmond, el sándwich Richmond (preparado con blanco de pavita, lomo ahumado, queso gruyer, rodajas de tomate y hojas de lechuga) o la ensalada Richmond (preparada con camarones, rodajas de manzana, huevo duro en rodajas, apio, palmitos y la sazón con salsa golf).
Sirvió de escenario para algunos pasajes de la película La historia oficial, de Luis Puenzo, protagonizada por Norma Aleandro y Héctor Alterio
Ante la posibilidad de que la confitería sufriera un cambio de funciones, la Legislatura porteña promulgó una ley que cataloga preservando el inmueble y su uso gastronómico. Es relevante incluir en los casos de los bares patrimoniales aquellos valores que preservan la identidad que estos espacios han forjado. Esta medida de preservación de un recurso no renovable que forma parte de la memoria urbanística de la ciudad es celebrada por Basta de Demoler.
Todo esto no impidió que a mediados de 2011 se produjera el cierre del local.
El lunes 15 de agosto, los empleados descubrieron el establecimiento cerrado sin aviso alguno, y decidieron tomarlo en reclamo para el cobro de sus indemnizaciones, negociación que luego fue encarada por el Ministerio de Trabajo. 
Meses después, se denunció la desaparición del mobiliario original del local.
En agosto de 2014 el local reabrió como local deportivo perteneciente a la cadena Just For Sport, el cual mantiene un pequeño café. El interior del local mantiene algunas de las viejas características, como la barra que va de la entrada hasta casi el fondo del negocio.

## Características
La confitería tenía lugar en una superficie cubierta de 1500 m² distribuidos entre el salón principal, el comedor y el área de billares y ajedrez. La fachada, de organización académica, presenta superórdenes de pilastras que rematan en arcos de medio punto, totalmente vidriada, que se encuentra ligeramente retirada de la línea de edificación. Tiene además una marquesina sobre la que lucían varios mástiles con banderas de diferentes países.
En la planta baja, de muros almohadillados, el hall de la entrada es clausurado con el cerramiento de vidrio, que oculta dos gruesas columnas revestidas en bronce. En el primer piso se destaca el par de ojos de buey escoltando un gran ventanal que refiere a la arquitectura industrial de principios del siglo XX.
Su decoración de inspiración inglesa se reflejaba en la boiserie de roble de Eslovenia que recubre el perímetro del salón, que tiene diez columnas de sección circular revestidas hasta el metro de altura con una lámina de bronce, con paños de madera y espejos en forma alternada. El amoblado de sillas y sillones Chesterfield tapizados en cuero bordeaux ubicados alrededor de las mesitas Thonet era iluminado por sus arañas de bronce y opalinas neerlandesas que colgaban del techo casetonado. En su tradicional subsuelo, donde predominaban el billar, el pool, el ajedrez, el backgamond y el 5 quillas, era habitual encontrar grandes maestros de los mismos. También se realizaban torneos y se daban cursos de billar sin cargo.